# 444 Gyptis
444 Gyptis è un asteroide della fascia principale del sistema solare del diametro medio di circa 163,08 km. Scoperto nel 1899, presenta un'orbita caratterizzata da un semiasse maggiore pari a 2,7713012 UA e da un'eccentricità di 0,1729251, inclinata di 10,27858° rispetto all'eclittica.
Il suo nome è dedicato all'omonima figlia del Re dei Liguri andata in sposa a Protis, mitico fondatore di Massalia, attuale Marsiglia, città nel cui osservatorio venne scoperto l'asteroide da Jérôme Eugène Coggia.